# Rapports Pilecki
Pour les articles homonymes, voir Pilecki.
Les rapports Pilecki (également appelé rapports Witold) sont les rapports du camp de concentration d'Auschwitz écrits par Witold Pilecki, qui a été chargé par l'Armia Krajowa (AK) de créer dans le camp un mouvement de résistance du nom de Związek Organizacji Wojskowych (ZOW). Rédigés après la fuite de Pilecki du camp, les rapports racontent en résumé les activités du mouvement de résistance polonais à Auschwitz. Avec les rapports Karski, ils sont une source primaire au sujet de la Shoah dans le monde, ainsi que de précieux témoignages documentaires.

## Infiltration dans Auschwitz

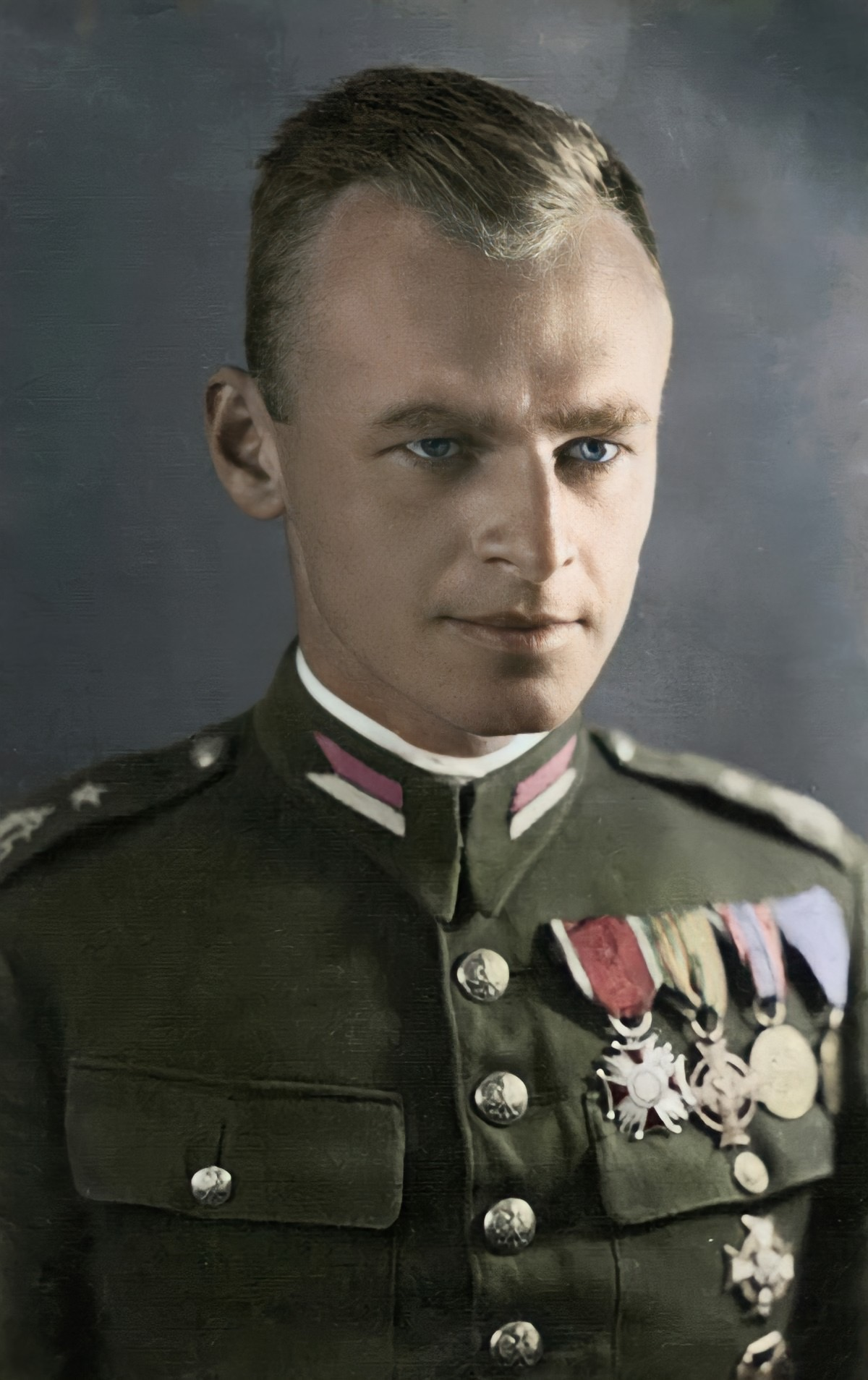
Witold Pilecki

Witold Pilecki a présenté son plan d'infiltration dans le camp allemand d'Auschwitz à ses supérieurs dès 1940. À ce moment-là, on en savait peu sur les conditions de vie qui régnaient dans le camp, il était donc nécessaire de recueillir des renseignements sur son fonctionnement et dans la mesure du possible, y organiser un mouvement de résistance, en coopérant avec la résistance polonaise extérieure. Le plan exigeait l'infiltration d'un agent de l'Armia Krajowa dans Auschwitz. Il s'agissait de Witold Pilecki, qui s'est proposé volontairement pour effectuer cette mission. Le 19 septembre 1940, lors de la Łapanka, il s'est laissé arrêter par les Allemands (dans un immeuble près de aleja Wojska Polskiego 40) et dans la nuit du 21 au 22 septembre avec le soi-disant « second transport de Varsovie », s'est retrouvé dans le camp. En l'espace de trois ans à Auschwitz, il a réussi à créer un mouvement de résistance de camp composé d'environ 1 000 personnes (ZOW), ainsi qu'à fournir des rapports aux commandements de l'Armia Krajowa sur la situation régnant au camp. Après sa fuite d'Auschwitz, Pilecki a placé l'ensemble de son travail de renseignements dans les rapports connus sous le nom de Rapport Pilecki. En tout, il a rédigé trois rapports qui résument les activités du ZOW à Auschwitz ainsi que les conditions qui régnaient dans le camp. Les précédents rapports du camp ainsi que la totalité des rapports ont été également transférés aux alliés de l'Ouest grâce à l'Armia Krajowa.

## Rapport «W» – 1943
Le premier rapport de Pilecki était intitulé « Rapport W ». Il a été rédigé par Pilecki peu après sa fuite du camp d'Auschwitz, qui a eu lieu à Pâques, en 1943. Le rapport est rédigé à l'aide de codes et contient uniquement des faits bruts ainsi que des informations (le rapport dactylographié se trouve dans les dossiers des archives de la Pologne socialiste). Dans ce texte, l'auteur utilisait des codes pour les noms de famille sous forme de chiffres, pour lesquels il a également élaboré une clé de chiffrement qui n'a pas été jointe aux textes dactylographiés, mais qui se trouvait dans les affaires confisquées, lors de l'arrestation de Witold Pilecki en mai 1947, par les fonctionnaires du ministère chargé de la sécurité publique et qui se trouve dans les archives de l'office de protection de l'État à Varsovie.
Sur le « Rapport W » d'origine se trouvent également des déclarations manuscrites mentionnées par d'autres membres de la résistance polonaise coopérant avec le ZOW, y compris celles d'Aleksander Wielopolski, de Stefan Bielecki, d'Antoni Woźniak, d'Aleksander Paliński, de Ferdynand Trojnicki, d'Eleonora Ostrowska et de Stefan Miłkowski.

## Rapport «Terrain S» – 1943
Le rapport « Terrain S » faisait partie du rapport W, mais a été séparé de l'ensemble de la description du mouvement de résistance à Auschwitz et a été dissimulé afin de protéger les données personnelles des membres du mouvement de résistance. Cette partie était strictement confidentielle en raison de l'existence de fuite et d'un danger pour la vie de nombreux membres de la direction ainsi qu'une menace d'effondrement de la structure du mouvement de résistance à Auschwitz. Le rapport « Terrain S » est un rapport de synthèse concernant les activités du capitaine et docteur Władysław Dering (numéro matricule : P-1723) et du docteur Rudolf Diem (numéro matricule : P-10022).

## Rapport – 1945
Le dernier rapport a été rédigé par Pilecki après la guerre, en 1945. Il l'a établi en Italie, après avoir quitté le camp de prisonniers de guerre, dans lequel il s'est retrouvé après l'insurrection de Varsovie. Ce rapport constituait un résumé des comptes rendus antérieurs et était le plus complet ; il comptait plus de 100 pages dactylographiées. Ce compte-rendu a été élargi par les commentaires et les réflexions personnelles de l'auteur, remportant ainsi des distinctions littéraires et consignant les souvenirs de Pilecki de cette période.
Le rapport d'après-guerre ne contenait également que des chiffres à la place des noms. Certains d'entre eux restent inconnus, car la clé de chiffrement de Pilecki a disparu.

## Le sort d'après-guerre des rapports
Le texte intégral des rapports de Pilecki n'a été publié qu'en 2000 pour la première fois en Pologne, 55 ans après la guerre. Jusqu'alors, ils étaient totalement inconnus à la fois de la communauté scientifique polonaise ainsi que des citoyens de la République populaire de Pologne. Il en fut ainsi car Witold Pilecki, de retour en Pologne après la guerre, a été accusé d'espionnage par les autorités du communisme de la Polska Ludowa (pl). À la suite de la violation de toutes les procédures établies en vertu du processus politique, il a été condamné à la peine de mort et la sentence a été exécutée. Jusqu'en 1989, tous les renseignements relatifs à la vie et aux réalisations de Witold Pilecki étaient soumis à la censure par la République populaire de Pologne.
En janvier 2014, le rapport du capitaine de cavalerie Witold Pilecki, en raison de son séjour volontaire au camp d'Auschwitz, est intitulé « volontaire à Auschwitz, plus que du courage », dans sa traduction en mandarin.

### BD
- Gaétan Nocq (scénario, dessin et couleurs), Le Rapport W, infiltré à Auschwitz, éd. Daniel Maghen, mai 2019  (ISBN 978-2-356-74070-0).
- Rendez-vous avec X : L'Affaire Pilecki, de Aurélien Ducoudray et Olivier Martin, cahier documentaire de Patrick Pesnot, Éditions Comix Buro, 2020  (ISBN 978-2-344-03263-3).